# Flora der Provinz Brandenburg
Flora der Provinz Brandenburg (abreviado Fl. Brandenburg) es un libro con ilustraciones y descripciones botánicas que fue escrito por el botánico alemán Paul Friedrich August Ascherson. Fue publicado en tres volúmenes en los años 1859-1864, con el nombre de Flora der Provinz Brandenburg, der Altmark und des Herzogthums Magdeburg.

## Publicación
- Volumen nº 1(1) [ii]-xxii, [1]-320, Jan 1860; 1(2), 321-1034, 1-146, Apr 1864;
- Volumen nº 2, May-Jun 1859;
- Volumen nº 3, May-Jun 1859.